# Christopher Foy
Christopher "Chris" Foy es un actor australiano, más conocido por interpretar a Matt Leyland en la serie Blue Water High. 

## Biografía
Chris vive en Sídney (Australia). Asistió a la Escuela Secundaria St Ives en Sídney, pero cuando tenía 12 años se salió para seguir una carrera actoral.

## Carrera
Apareció en comerciales de televisión para LCM, Nike y Twisties.
En 2000 apareció como Declan O'Brien en la serie All Saints; ese mismo año apareció en la película cómica y familiar Our Lips Are Sealed, protagonizada por las gemelas Olsen y en la comedia Stepsister from Planet Wierd, donde interpretó a Matt. Dos años después apareció en el segundo episodio de la segunda temporada de la serie White Collar Blue. Entre 2005 y 2006, interpretó al surfista Matt Leyland durante la primera temporada del drama familiar de la ABC, Blue Water High; Matt regresó durante la segunda temporada. En 2007 interpretó a Simon Jefferies en la exitosa serie australiana Home and Away. Simon es el primo de Justin, Sean y Aden Jefferies. Anteriormente interpretó durante siete episodios a Hamish "Woody" Woodford en 2001. 
En 2010 interpretó a Pvt. Kathy Peck en la serie de drama y guerra The Pacific.

## Filmografía
Series
| Año         | Serie             | Personaje              | Notas                          |
| ----------- | ----------------- | ---------------------- | ------------------------------ |
| 2010        | Dance Academy     | Jai                    | episodio "Fairest and Best"    |
| 2010        | The Pacific       | Pvt. 'Kathy' Peck      | miniserie - episodio "Okinawa" |
| 2007        | Home and Away     | Simon Jefferies        | 4 episodios                    |
| 2005 - 2006 | Blue Water High   | Matthew "Matt" Leyland | 27 episodios                   |
| 2003        | White Collar Blue | Eric Payne             | episodio # 2.2                 |
| 2000        | All Saints        | Declan O'Brien         | episodio "Bosom of the Family" |

Películas
| Año  | Serie                        | Personaje | Notas                                  |
| ---- | ---------------------------- | --------- | -------------------------------------- |
| 2000 | Stepsister from Planet Weird | Matt      | -                                      |
| 2000 | Our Lips Are Sealed          | Donny     | junto a Mary-Kate Olsen y Ashley Olsen |

Apariciones
| Año  | Cantante      | Canción          |
| ---- | ------------- | ---------------- |
| 2008 | Justin Nozuka | Mr. Theraphy Man |